# 1837年10月29日日食
1837年10月29日日食为一次在协调世界时1837年10月29日出現的日偏食。該次日食食分為0.4542。

## 概述
這次日食的食分是0.4542。

## 基本參數
- 類型：日偏食
- 食甚資料：
  - 日期：1837年10月29日
  - 時間：11時19分24秒
  - 地點：62S 110W
  - 食分：0.4542

## 外部連結
- NASA日食專頁（页面存档备份，存于）（英文）